# Filateli
Filateli er betegnelse for hobbyen at samle på frimærker, postkort og andre postrelaterede objekter. Det kan dreje sig om kuverter, breve, frankeringsmærker, førstedagskuverter, poststempler og en bred vifte af posthistoriske objekter. 
Det er langt fra alle frimærke- og postkortsamlere, der kalder sig selv for filatelister. De fleste frimærke- og postkortsamlere finder glæde og fornøjelse ved at have "samleriet" som en hobby, som samtidig giver viden og indsigt. Som for alle samlere gælder det, at det er jagten på og fundet af frimærker og/eller postkort til samlingen, som er et stærkt incitament. 
En filatelist er en person, som såvel samler på filatelistiske objekter som på kundskab og viden om dem. En filatelist opsætter dele af sin samling til udstillinger, og/eller skriver artikler og bøger om frimærker, postkort og posthistorie samt holder foredrag om frimærker og postkort. 
I Danmark findes op mod 150 lokale frimærkeklubber. I klubberne er der mulighed for at bytte med andre frimærke- og postkortsamlere, få del i andres erfaringer og viden, være med til byttedage og anvisningssalg samt indgå i et socialt fællesskab, hvor den fælles interesse er omdrejningspunktet.
Medlemskab af en frimærkeklub giver mulighed for at udstille på klubudstilling. Klubudstillingen er samtidig adgangsgivende til at udstille på en national udstilling, hvis samlingen (eksponatet) opfylder kvalifikationskravene. På skift mellem de nordiske lande afholdes nordiske udstillinger, der også benævnes NORDIA. De nordiske udstillinger er adgangsgivende til internationale udstillinger. I forbindelse med frimærkeudstillinger er der stande, hvor frimærkeklubber præsenterer sig, og andre stande, hvorfra frimærkehandlere sælger frimærker, postkort, forsendelser osv. 
I mange lande findes postmuseer, hvor samlere kan studere frimærkernes historie. I Danmark findes Enigma, Museum for post, tele og kommunikation (Danmarks Kommunikationsmuseum) Øster Allé 1, 2100 København, oprettet i 1912. Museet er under opbygning i det tidligere Østerbro Posthus ved Trianglen. Udstillingerne og et legeland åbner i 2020.
Danske frimærker udgivet de sidste to til tre år, købes via PostNords websted eller hos newstamps.dk (Danmarks Filatetist Forbunds webbutik www.newstamps.dk ).

## Udstyr til filatelister
Filatelisten bør have et:
- Frimærkealbum
- Pincet
- Lup
- Frimærkekatalog
- Takningsnøgle
- Skål
- Frimærkehængsler
- Dublethæfte eller indstiksbog

## Frimærke- og postkortsamling
En frimærkesamling kan bestå af ubrugte (ustemplede) og af brugte (stemplede) frimærker. Ustemplede mærker skal have ubeskadiget klæbning på bagsiden, ellers optræder de som "hængslede". Værdien af "hængslede" er i katalogerne ofte sat til 40-50% af værdien for de tilsvarende ustemplede mærker.
De fleste frimærkesamlere samler på brugte mærker. Det er ønskeligt, at stemplingen af frimærket enten kun berører dette, så at man kan se frimærkets motiv (billede) praktisk talt uberørt, eller med stemplet således, at man kan se hvor og hvornår, frimærket har været i brug. Det sidste har stor betydning, når man lægger vægt på, at frimærket har været stemplet i anvendelsesperioden. Mange frimærker er stemplet lang tid efter anvendelsesperioden, fordi de har bevaret deres gyldighed til frankering. Den passionerede samler vil sige, at en afstempling lang tid efter anvendelsesperioden gør frimærket meget mindre værdifuldt (og nogle vil endda sige værdiløst).

### Indsamlingen
Den vigtigste kilde til frimærkesamlingen er forsendte breve (kuverter), postkort eller pakker. Inden man tager frimærket af en forsendelse, bør man som det første skridt overveje, om det ville have en betydning at bevare hele forsendelsen intakt. Det kan være posthistorisk og/eller som udstillingsobjekt. Og hvis man så beslutter sig for at klippe frimærket af kuverten eller postkort - måske fordi det er over A5-størrelse - bør man som det næste skridt overveje at bevare afklippet for at kunne bevare et intakt og læsbart stempel.
Frimærker, som er klippet af kuverter o.lign., lægges i en skål med lunkent vand, der løsner mærkerne fra papiret. Når gummiet er helt opløst, skylles mærkerne forsigtigt. Mærkerne tørres på en avis eller på syrefrit hvidt trækpapir, hvorefter de sorteres. Tørre frimærker bør kun berøres med pincet.
Det er vigtigt at være opmærksom på, at de nyere danske frimærker (de selvklæbende) skal tages af papiret på en helt anden måde. Det gælder også de selvklæbende frimærker fra andre lande. Da der er store forskelle på metoden til at tage dem af papiret, bør man rådføre sig med medlemmer fra den lokale frimærkeklub.

### Takkemåleren
Takningsnøglen, eller takkemåleren, er et billigt hjælpemiddel, som samleren ofte har brug for. F.eks. når mærkerne foreligger med samme motiv, men forskellig takning. Takningen angives med et tal, der refererer til takkernes størrelse eller grovhed.

### Luppen
Ved hjælp af luppen studeres enkeltheder i frimærket, f.eks. eventuelle fejltryk, som ofte øger mærkets værdi.

### Vandmærkesøger
Er vandmærket vanskeligt at bestemme, kan samleren desuden få brug for en vandmærkesøger, en lille mørk skål af bakelit, glas eller lignende. På denne anbringes frimærket med bagsiden opad, der fugtes med et par dråber renset benzin, og vandmærket træder tydeligt frem.

### Samlealbums
Frimærkealbums fås med eller uden fortryk. For begynderen er illustrationerne i fortrykssamlingen en udmærket vejledning, hvorimod specialsamleren vælger et album uden fortryk. I begge tilfælde er et løsbladssystem at foretrække. Når mærkerne sættes ind i albummet, kan bruges frimærkehængsler, små gummierede papirlapper, hvis ene halvdel klæbes fast bag på frimærket, den anden på bladet. I andre tilfælde kan frimærkealbummer have en forud fastlagt opdeling i rækker, hvor frimærkerne sættes ned bag en beskyttende og gennemsigtig kant.

### Dubletter
Dubletter er overskydende mærker af samme slags. Sådanne opbevares i pergamentkuverter, dublethæfter eller indstiksbøger. Pergamentkuverter bør opbevares i kartotekskasser, hvor den enkelte kuvert er påført det katalognummer, der svarer til indholdet af kuverten.

## Frimærkekataloger
Et frimærkekatalog er uundværligt, når frimærkernes art og værdi skal bestemmes. Det er også et vigtigt hjælpemiddel undervejs i udvidelsen af samlingen.
På de danske biblioteker er der mulighed for gratis at låne frimærkekataloger. Se under 65.891 eller blot 65.89.
Desuden har den lokale frimærkeklub og forbundskontoret for Danmarks Filatelist Forbund egne biblioteker med litteratur om frimærker, postkort og posthistorie. Lån herfra forudsætter medlemskab af en frimærkeklub. 

## Forskellige typer af frimærkesamlinger
Begynderen starter som regel med at samle på frimærker fra mange forskellige lande - også benævnt: Generalsamling. Senere, når hun/han har fået et vist overblik, kan frimærke- og postkortsamleren opbygge en specialsamling, inden for følgende områder:
- Lande-samling – et enkelt land komplet, oftest ens hjemland, måske med varianter
- mærker fra tidligere kolonier (for Danmarks vedkommende Færøerne, Grønland og Dansk Vestindien)
- mærker fra krigs- og besættelsesområder
- mærker på førstedagskuverter
- Julemærke-samling
- Motivmærke-samling:
  - portrætter
  - dyr
  - sport osv.
- ark og arkrekonstruktioner: en del frimærkesamlere samler hele frimærkeark, hvor arkets nummerering bevares. Andre samlere forsøger at rekonstruere de gamle frimærkeark. Dette gælder især, hvis der er tale om fejltryk, der findes på en bestemt plads i arket.
- fireblokke: en del samler fireblokke (2 x 2 mærker af samme slags)
- miniark: en del frimærker udgives som mærke i et større miniark.
- overtryk: en del frimærker genbruges ved overtryk (officielt påstemplet tekst på et oprindeligt mærke).
- helsager: postkort med forud påtrykt frimærke svarende til forsendelsesprisen.